# Euxoa anacosta
Euxoa anacosta là một loài bướm đêm trong họ Noctuidae.